# Latte di suocera
Il latte di suocera o tringalo è un liquore centerbe, pari a 70% vol.

## Caratteristiche
Caratteristica l'etichetta con teschio bianco su sfondo nero, che lo contraddistingue. Il bizzarro nome fa riferimento al senso di bruciore che si avverte in gola in seguito all'assunzione del liquore che per analogia richiama lo stereotipo della suocera acida e poco sopportata. Da non confondere con il limoncello al latte, bevanda di preparazione casalinga a volte omonima del liquore qui citato.

## Utilizzi
Viene utilizzato nella preparazione di piatti flambé, in quanto l'elevata concentrazione di alcol lo rende facilmente infiammabile. È anche usato nei cocktail.